# 스코틀랜드 성공회

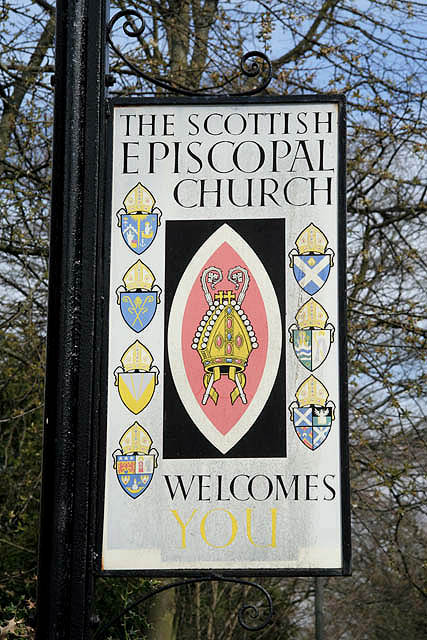

스코틀랜드 성공회(Scottish Episcopal Church)는 잉글랜드 성공회에서 분리된 스코틀랜드의 성공회이다.

## 교회사
잉글랜드 왕국 종교 개혁 이래로 잉글랜드 성공회에 속해 있었으나, 윌리엄 3세가 반정으로 즉위한 이후 몇 차례의 혼란과 시행착오 끝에 18세기 말부터 자치적, 독자적인 지역 성공회 교회, 곧 관구가 되었다. 스코틀랜드 교회에 이어 스코틀랜드에서 두 번째로 큰 교회이다. 참고로 미국 성공회를 영어로 Episcopal Church라고 하는 것은 스코틀랜드 성공회의 영향이다. 미국 독립전쟁으로 미국이 영국에서 독립하자 미국 성공회는 교회를 지도할 주교가 필요했는데, 영국 성공회에서 주교서품을 주지 않았으므로 스코틀랜드 성공회의 주교로부터 서품을 받아야 했다. 그래서 스코틀랜드 성공회처럼 스스로를 주교제 교회(Episcopal Church)라고 부르게 된 것이다.

## 교구
- 에든버러 교구
- 글래스고 교구
- 세인트 앤드루스 교구
- 브레친 교구
- 애버딘 교구
- 아길 교구
- 머레이-로스 교구

## 같이 보기
- 리처드 할로웨이-스코틀랜드 성공회의 주교.